# 榊寿之
榊 寿之（さかき としゆき、1947年3月25日 - ）は、元NHKアナウンサー。

## 人物
東京都出身。正則高校、早稲田大学法学部卒業後、1970年にNHK入局。初任地は釧路。現役時代は新潟、札幌、東京アナウンス室、名古屋などで勤務し、長く報道・情報番組で活躍してきた。エグゼクティブアナウンサーから日本語センター専門委員。役職定年に伴い、現在は日本語センターに完全移籍している。

## 出演番組
- ラジオ文芸館
- にほんごであそぼ（ナレーション）
- 朗読「芥川竜之介随筆集」（2017年1月 - 2月、NHKラジオ第2）
  - 「朗読の世界」で再放送（2024年12月、NHK-FM）[4]
- ラジオ深夜便（隔週土曜日アンカー、2005年4月 - 2010年3月）

※後継は同じ日本語センターの栗田敦子
- ひるのプレゼント
- 金曜プラザ
- 趣味悠々
- きょうのスポーツとニュース（関東甲信越ローカル）
- 暮らしQ&A
- FMリクエストアワー（NHK-FM 新潟）
- サンデー健康ほっとライン

札幌局時代
- おしゃべりらんち編責、ニュース
- だいすき北海道

## 同期
- 青木健一、朝妻基祐、浅見忠司、生熊雅夫、板谷直実、井上元、大滝重輿、小柳実、木村知義、金城紀昭、久保慶子（旧姓・伊藤）、黒沢典之、桑原堯、向後雅博、古賀成治、斉藤正安、柴田実、田沢真、田中久雄、谷口俊二、寺田道雄、中谷成子（旧姓・尾関）、二宮正博、野島正興、深草耕太郎、藤沢武、藤野寿一、二見和男、増渕路子（旧姓・佐藤）、丸山晃、三杉栄、宮川俊二、宮田修、室井民雄。